# KV3
KV3 (z anglického King’s Valley 3) je egyptská hrobka ležící v Údolí králů mezi hrobkami KV1 a KV46. Byl v ní pravděpodobně pochován neidentifikovaný syn faraona Ramesse III.
Je to hrobka s rovnou osou typická pro dvacátou dynastii. Za vchodem (A) se nachází dlouhá chodba orientovaná směrem na východ (B). Po stranách se nacházejí dvě místnosti (Ba, Bb), z nichž jedna je nedokončená. Za nimi chodba prochází další, větší místností (F), ve které je k vidění několik sloupů. Z ní do stran odbočují další dvě místnosti (Fa, Fb), tentokrát je také jedna nedodělaná. Dále chodbu protínají ještě tři místnosti (G, H, J).
Hrobka byla pravděpodobně používána jako kaple křesťany za Byzantské říše. Je v ní málo nástěnných maleb, které se nacházejí jen ve vstupní chodbě (A) a na konci chodby (J). Carl Lepicus však při návštěvě hrobky ve čtyřicátých letech 19. století napsal že se malby nacházejí např. i v komorách G a H, takže je možné, že jich kdysi bylo víc. Přestože hrobka je přístupná už od starověku, pořádně prozkoumána byla až v roce 1912 archeologem Harry Burtonem.